# Manoel Rangel
Manoel Rangel Neto (Brasília, 2 de junho de 1971),  é cineasta brasileiro. Foi diretor-presidente da Agência Nacional do Cinema (ANCINE) de 2006 a 2017.

## Biografia e carreira
Militante comunista desde adolescente, sendo filiado ao Partido Comunista do Brasil - PCdoB - organização da qual é membro do Comitê Central, em 1988 foi eleito presidente da União Brasileira dos Estudantes Secundaristas - UBES, e reeleito em 1989, no 28º Congresso da entidade em Santo André/SP. Em 1992 foi designado Coordenador Geral da União da Juventude Socialista - UJS, entidade com expressiva ligação ao PCdoB, porém não terminando o mandato.
Formou-se pela Universidade de São Paulo (1999), onde cursou o mestrado em Comunicação e Estética do Audiovisual (interrompido em 2005) sob a orientação do Professor Ismail Xavier.
Foi editor da revista Sinopse (1999/2001/2002) e presidente da Associação Brasileira de Documentaristas de São Paulo (1999-2001). Apesar de pertencer a um partido de oposição, presidiu a Comissão Estadual de Cinema da Secretaria de Estado da Cultura de São Paulo (2001-2002), durante o mandato de Geraldo Alckmin (PSDB), que assumiu após o falecimento do governador Mário Covas.
Dirigiu três curtas-metragens de ficção Retratos (1999), Vontade (2002) e O pai (2004) e o documentário Um Poema para João (2003).
Foi assessor especial do Ministro da Cultura Gilberto Gil (2004/2005) e secretário do Audiovisual substituto (2004/2005) de Orlando Senna, quando coordenou o grupo de trabalho sobre regulação e reorganização institucional da atividade cinematográfica e audiovisual no Brasil. Foi nomeado membro da Diretoria Colegiada da Agência Nacional do Cinema (ANCINE) em 2005.
Em dezembro de 2006, após a aprovação da Lei 11.437, que criou o Fundo Setorial do Audiovisual, o artigo 3°A e o artigo 1°A, foi nomeado pelo Presidente Lula Diretor-Presidente da autarquia, e reconduzido pelo mesmo ao cargo em maio de 2009.
Sob a direção de Manoel Rangel a ANCINE teve uma atuação destacada de 2007 a 2011 na elaboração, articulação e aprovação da Lei 12.485, o novo marco regulatório da televisão paga no Brasil. A lei 12.485 foi a responsável por estabelecer cota para filmes e obras audiovisuais brasileiras nos canais de televisão paga. Em 2012, o Congresso Nacional, por iniciativa da Ancine e do governo federal, aprovou a lei 12.599 que institucionalizou o programa Cinema Perto de Você - indutor da expansão do parque exibidor brasileiro, e estabeleceu mecanismos de proteção à publicidade brasileira.
Em 2013 Manoel Rangel foi convidado pela Ministra Marta Suplicy e pela Presidenta Dilma Roussef a seguir a frente da ANCINE tendo sido nomeado para exercer a presidência da agência até 20 de maio de 2017.
Em 2011, foi eleito secretário-executivo da Conferência de Autoridades Audiovisuais e Cinematográficas Iberoamericanas (CAACI). Em 2013 foi reconduzido à secretaria executiva, exercendo o mandato até julho de 2015.

## Prêmio
- 2013: Prêmio ED - homenagem especial (venceu}[5]